# Брадикардия
Брадикардията е клинично състояние, което описва забавяне на сърдечната честота до по-малко от 60 удара в минута, макар понякога, много рядко се описва чрез забавяне на сърдечната честота до по-малко от 50 удара в минута. Брадикардията може да прерасне в остър миокарден инфаркт или стенокардит. Тя може да се дължи на хормонален дисбаланс на щитовидната жлеза, медицински интервенции и др.
Източникът на името е от гръцки език (βραδύς = бавен, καρδιά = сърце).